# ネレート
ネレート（イタリア語: Nereto）は、イタリア共和国アブルッツォ州テーラモ県にある、人口約5,300人の基礎自治体（コムーネ）。

## 地理

### 位置・広がり

#### 隣接コムーネ
隣接するコムーネは以下の通り。
- コントログエッラ
- コッローポリ
- サントメーロ
- トラーノ・ヌオーヴォ

## 行政

### 分離集落
ネレートには、以下の分離集落（フラツィオーネ）がある。
- Capo di Valle, Certosa, Parignano, Pignotto, Rote, San Martino, San Savino, Vibrata